# Täftsjön
Täftsjön är en sjö i Örnsköldsviks kommun i Ångermanland och ingår i Idbyåns huvudavrinningsområde. Sjön har en area på 0,984 kvadratkilometer och ligger 42 meter över havet. Sjön avvattnas av vattendraget Idbyån (Landsjöån).

## Delavrinningsområde
Täftsjön ingår i det delavrinningsområde (703040-165347) som SMHI kallar för Utloppet av Täftsjön. Medelhöjden är 76 meter över havet och ytan är 8,06 kvadratkilometer. Räknas de 29 avrinningsområdena uppströms in blir den ackumulerade arean 205,32 kvadratkilometer. Avrinningsområdets utflöde Idbyån (Landsjöån) mynnar i havet. Avrinningsområdet består mestadels av skog (52 procent), öppen mark (12 procent) och jordbruk (21 procent). Avrinningsområdet har 0,98 kvadratkilometer vattenytor vilket ger det en sjöprocent på 12,1 procent.